# 특별구
특별구(特別区)는 일본의 도(都)에 두는 행정 구역이자 특별지방공공단체다. 또한 「지방자치법」 제281조의2제2항에 따라 시정촌에 준하는 기초지방자치단체다. 현재 도는 도쿄도밖에 없기에 특별구도 도쿄도 구부 외엔 존재하지 않고 따라서 특별구는 도쿄 23구를 가리키는 표현으로도 사용된다.
2013년에 「대도시 지역의 특별구 설치에 관한 법률」이 시행되면서 도쿄도 이외의 도도부현이라도 정령지정도시의 인구 혹은 정령지정도시와 동일 도도부현 내의 인접 시정촌의 인구의 합계가 200만 명 이상이라면 특별구를 설치할 수 있다.
시에 준하는 지방자치에 관한 권능을 가진다는 점에서 같은 특별지방공공단체인 재산구와 구분되며 시정촌에 속하지 않는다는 점에서 행정구·지역자치구·합병특례구 등과 구분된다.

## 영문 표기
특별구는 로마자로 city 혹은 ward로 표기하며 일본어의 로마자 표기에 따른 표기법은 ku다. 구청의 경우 건물을 가리킬 때는 city office, city hall, ward office, ward hall 등으로 번역하며 관청을 표현할 때는 city government 혹은 ward government를 사용한다.
현재 모든 특별구는 공식 영문 표기로 city를 사용하고 있는데 이는 구가 시와 동등한 위치에 있음을 내세우기 위한 것이다. 또한 ward가 병동이란 뜻을 가지고 있기에 이를 피하기 위한 의도도 있다. 도로 표지 등 공적인 안내문에는 ward나 ku가 사용된 경우도 많은데 이는 설치된 시기가 상당히 오래된 것이 대부분이다.
도메인 네임도 city.chiyoda.lg.jp처럼 다마 지역의 시와 동일하게 city 표기를 사용하고 있다.

## 연혁
특별구 제도는 1947년 「지방자치법」 제정과 함께 시작되었지만 그 기원은 메이지 시대에 만들어진 「구제」(区制)와 「시제」(市制) 등 대도시 제도다.
1878년 제정된 「군구정촌 편제법」에 따라 도쿄부에 도쿄 15구가 처음 설치됐다. 1889년 「시제」가 시행되면서 도쿄 15구에 도쿄시가 설치됐다. 1932년 주변 82개 정촌이 편입됐는데 이 무렵 도쿄 15구는 35구까지 늘어나 있었다. 제2차 세계 대전이 한창이던 1943년에는 「도쿄도제」가 제정되어 도쿄부와 도쿄시를 도쿄도로 통합했다. 그리고 35구는 도쿄도의 행정구가 되었다.
전후인 1947년 3월 도쿄 35구를 22구로 개편했으며 5월에 「지방자치법」이 시행되면서 22구는 행정구에서 특별구로 새롭게 규정됐다. 8월에 네리마구가 분구되면서 지금과 같은 23구가 되었다. 이 당시만 해도 특별구는 도쿄도의 내부 단체로 규정되어 「일본국 헌법」 제93조제2항이 규정하는 지방공공단체로 해석되지 않았다.
이후 2000년에 지방 분권 개혁이 이루어지면서 특별구도 기초적 지방공공단체로 규정되었고 도쿄도로부터 상당한 독립성을 부여받았다. 하지만 특별구의 법적 지위는 여전히 특별지방공공단체이기에 고정자산세의 부과·징수, 소방 책임 등 시정촌의 권한에 속하는 사안이 도쿄도의 권한으로 남아 있고 도·구 재정 조정 제도 등 지방세의 특수한 분배 제도가 존재한다. 이는 특별구가 시정촌과 같은 보통지방공공단체와 동일한 권능을 가지고 있지 않음을 의미한다. 따라서 도도부현과 시정촌이 대등한 관계인 것에 비해 특별구는 도쿄도의 내부 단체로서의 성격이 여전히 남아 있다.

## 시정촌과의 차이점
특별구는 「지방자치법」 제3편제2장의 규정을 적용받기에 행정구와 달리 보통지방공공단체와 같은 구의회를 둔다. 다만 구의 관리·운영 업무의 일부는 도의 사무에 속한다. 이 과정에서 도와 구, 그리고 구 상호 간 연락·조정의 필요성이 발생하는데 이를 위해 도·구협의회가 설치되어 있다. 또한 국가행정기관이나 국무대신은 보통지방공공단체에 조언·권고할 수 있지만 특별구의 운영에 관한 조언·권고는 도쿄도지사만이 할 수 있으며 특별구 재정조정교부금에 관한 사항은 총무상의 권한에 속한다.
기본적으로 특별구는 기초자치단체인 시정촌에 준하므로 시의 소관 사무에 준하는 행정 권한이 부여되어 있다. 하지만 특별구는 법률 혹은 정령에 따라 도의 소관으로 규정된 사무나 시정촌이 처리하는 사무 중 인구가 고도로 집중된 대도시 지역의 행정의 일체성과 통일성을 확보하기 위해 도가 처리할 필요가 있다고 인정되는 사무는 처리할 수 없다.
구체적으로 「수도법」 제49조·「하수도법」 제42조·「소방조직법」 제26조 및 제28조에 따라 특별구는 상하수도와 소방 사무를 단독으로 처리할 수 없고 도쿄도청에 설치된 수도국·하수도국·소방청이 해당 사무를 처리한다. 특별구가 아닌 도쿄도 산하 시정촌도 마찬가지로 수도국·하수도국·소방청에서 상하수도와 소방 사무를 처리한다. 다만 이나기시는 별도의 소방 조직을 갖추고 있다.
도시계획과 건축 확인도 일정 규모 이상은 법령에 따라 도의 사무에 속한다. 심지어 청소 사무도 본래 도의 사무에 속했는데 특별구의 자치권 확대를 위해 「지방자치법」 개정법이 2000년 4월 1일부터 시행되면서 특별구와 청소사무조합에 청소 사무가 이관됐다.
그런가 하면 정령지정도시·중핵시·기타 정령으로 지정된 상당한 규모를 가진 도시만 가지는 행정 사무 중 하나인 보건소의 설치와 운영은 특별구의 권한에 속한다. 이러한 점도 특별구의 권한이 다른 시정촌이 가진 권한과 크게 차이가 난다는 것을 보여준다.
세제 측면에선 사무 사업의 특례에 대응한 특별 제도가 있다. 시정촌세로 규정되어 있는 도민세·개인자산세·특별토지보유세·사업소세·도시계획세의 부과·징수 주체는 도쿄도이며 시정촌민세(법인분)·고정자산세·특별토지보유세는 도·구 재정 조정 제도에 따라 재정 조정의 재원이 된다. 배분 비율은 도와 구가 협의하여 도의 조례로 정하며 특별구의 재원 부족액을 보충하기 위해 재원조정교부금을 도가 교부한다. 또한 국유제공시설 등 소재 시정촌 조성 교부금·국유자산 등 소재 시정촌 교부금·특별 톤 양여세는 시정촌에 교부되지만 특별구는 도의 수입이 된다. 그리고 도시계획세는 도가 특별구에 주는 보조금의 재원이 된다.
정규 직원을 채용할 때도 특별구 인사·후생 사무조합 산하의 특별구 인사위원회가 특별구 전체의 인사를 관장한다. 특별구 인사위원회가 관장하는 채용 시험에 합격하면 각 구청에서 면접을 실시한 뒤 채용자를 결정한다.
그 외에도 정령지정도시의 소관에 속하는 공영 교통 등도 도의 사무에 속한다.

## 구장
「지방자치법」이 제정된 1947년 당시에는 시정촌장과 함께 구장 직선제가 이뤄졌다. 1946년 9월 「도쿄도제」가 개정되면서 서기관급 공무원을 도쿄도장관이 임명하는 것이 구민에 의한 직선제로 바뀌었는데 이것이 「지방자치법」에도 반영된 것이었다. 하지만 1952년에 「지방자치법」이 개정되면서 특별구의 독립성을 제한하고 도에 대한 종속을 강화하면서 구장 직선제는 5년 만에 폐지되고 구의회가 도지사의 동의를 얻어 선임하는 구장 선임제가 도입됐다.
1957년에는 시부야구장 선임 과정에서 뇌물 수수 사건이 발생했다. 6월부터 8월에 걸쳐 구장 선임 후보자들이 시부야구의회 의원에게 현금을 건넨 것이었다. 뇌물 수수 혐의자들은 12월 4일 기소되면서 형사소송이 시작됐는데 재판 과정에서 구장 직선제 폐지가 합헌인지에 대한 논의도 나왔다. 1962년 2월 26일 도쿄지방재판소는 구장 직선제 폐지는 위헌이므로 구장 선임 과정에서의 뇌물 수수는 도의적으로 비난할 수는 있지만 범죄 행위는 아니라고 판시했다. 하지만 검찰의 상고에 따라 재판은 이어졌고 1963년 3월 27일 최고재판소는 구장 직선제 폐지는 합헌이라고 판시한 뒤 파기환송했다. 최고재판소의 판결문 중에서 '특별구는 헌법 제93조제2항에 따른 지방공공단체로 인정될 수 없다'는 문구가 주목을 끌었다.
1965년 이후부터는 구장 선임제가 기능하지 않으면서 후임 구장이 정해지지 않은 구가 속출하고 구장이 장기 부재 중인 경우도 늘어났다. 자치권의 확충과 독립성의 강화를 요구하는 특별구의 움직임과 혁신도지사 미노베 료키치 도정하의 주민 운동의 활성화가 맞물려 1967년 네리마구에서 「구장 준직선제 조례」 제정 요구가 시작됐다. 그리고 1972년 시나가와구에서, 1973년에는 네리마구와 오타구에서 「구장 준직선제 조례」가 제정됐다. 그리고 1974년 국회가 「지방자치법」을 개정하면서 1975년부터 구장 직선제가 부활했다.

## 논의
특별구 제도의 특수성은 도쿄도의 탄생이 전시에 도쿄부와 도쿄시의 합병에서 이루어진 것에서 기인한다. 전후에 제정된 「지방자치법」에 전시에 만들어진 「도쿄도제」의 구에 관한 규정을 약간 고친 채 그대로 반영되었기 때문이다.
현재 특별구는 「지방자치법」 제281조제2항에 따라 보통지방공공단체인 시에 준하는 권한을 가지며 동법 제281조의2제2항에 따라 기초자치단체로서의 지위도 회복한 상태다. 하지만 1952년에 개정된 「지방자치법」에 의해 한때 도의 내부기관으로 규정된 역사가 있어 특별구의 지위와 권능은 법률에 좌우될 가능성이 매우 높다. 이는 지방자치권이 「헌법」에 의해 보장되는 보통지방공공단체인 시정촌과는 큰 차이를 보이는 것으로 특별구의 자치권이 「헌법」의 보장을 받고 있지 못하는 셈이다.
자치권이 과거에 비하면 확대되었지만 여전히 시정촌과 동격으로 간주되지 않고 시에 준하는 권한을 부여받은 단체라는 애매한 상황에 처해 있다. 또한 「도쿄도제」의 영향으로 지금도 특별구가 도쿄도의 내부기관으로 인식되기도 한다. 이는 2000년에 개정된 「지방자치법」이 특별구에 관한 규정을 제2편(보통지방공공단체)이 아니라 과거와 동일하게 제3편(특별지방공공단체)에 둔 것도 특별구의 특수성을 잘 보여준다.
특별구들은 이 문제를 해결하기 위해 23구가 공동으로 조직한 공익재단법인 특별구협의회를 중심으로 하여 특별구 제도를 폐지하여 보통지방공공단체인 시로 이행하는 형태를 통해 완전한 지방자치권을 획득하고자 모색하고 있다. 제2차 특별구제도조사회는 '전시 법령인 「도쿄도제」하의 구 제도를 기초로 한 특별구 제도에서 벗어나 각각이 독립적이고 자주적으로 협력·연합하는 시를 목표로 한다'는 구상을 세웠는데 이 역시 특별구의 자치권 획득에 대한 열망을 드러내고 있다.

## 도쿄도 이외의 특별구
2012년 8월 29일 국회가 「대도시 지역의 특별구 설치에 관한 법률」을 통과시켰다. 이 법률은 9월 5일 공포된 후 2013년 3월 1일부터 전면 실시됐다.
「대도시 지역의 특별구 설치에 관한 법률」 제3조는 도(都)가 아닌 도부현(道府県)에 주민투표 등의 절차를 거쳐 총무상의 인가를 받으면 특별구를 설치할 수 있다고 규정하고 있다. 또한 동법 제10조는 특별구가 설치된 도부현은 법제상 도(都)로 취급한다고 규정하고 있다.
특별구를 설치하기 위해서는 인구 200만 명 이상의 정령시 혹은 정령시와 같은 도부현 내의 인접한 시정촌의 인구 합계가 200만 명 이상인 경우로 법에 규정되어 있다.

## 같이 보기
- 지방공공단체
- 도쿄도
  - 도쿄도 구부
- 시정촌
- 오사카도 구상
- 주쿄도 구상